# Wat Chiang Man

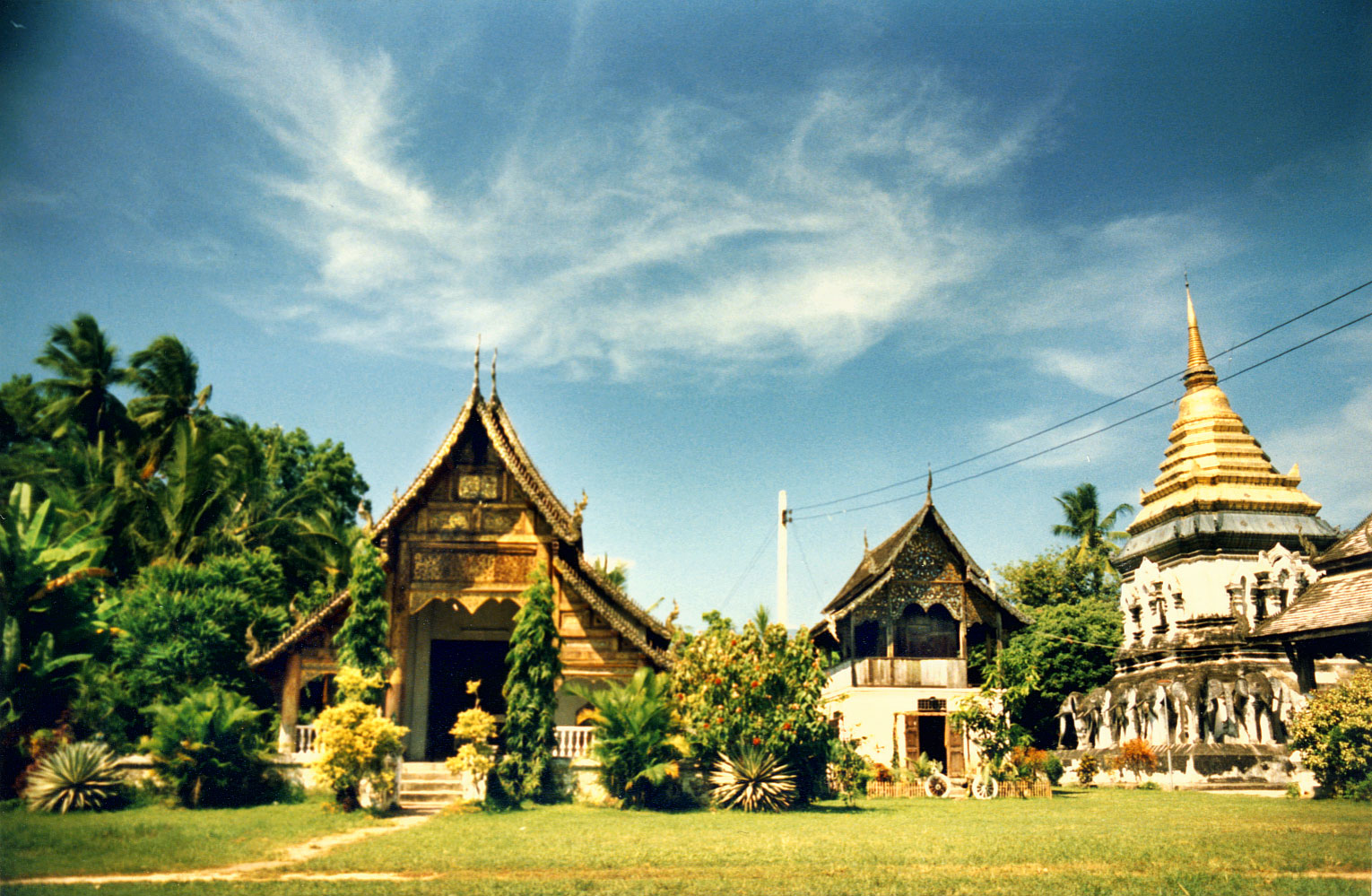
Wat Chiang Man (1986), van links naar rechts: ubosot, ho trai en chedi

Wat Chiang Man (Thai: วัดเชียงมั่น − in het Engels ook wel geschreven als: Wat Chiang Mun) is een boeddhistische tempel (wat) in het centrum van Chiang Mai, in Noord-Thailand.

## Geschiedenis
Wat Chiang Man werd in 1297 als eerste tempel van Chiang Mai gebouwd op de plek die door koning Mengrai werd gebruikt als kamp tijdens de bouw van de nieuwe stad Chiang Mai.

## Bezienswaardigheden

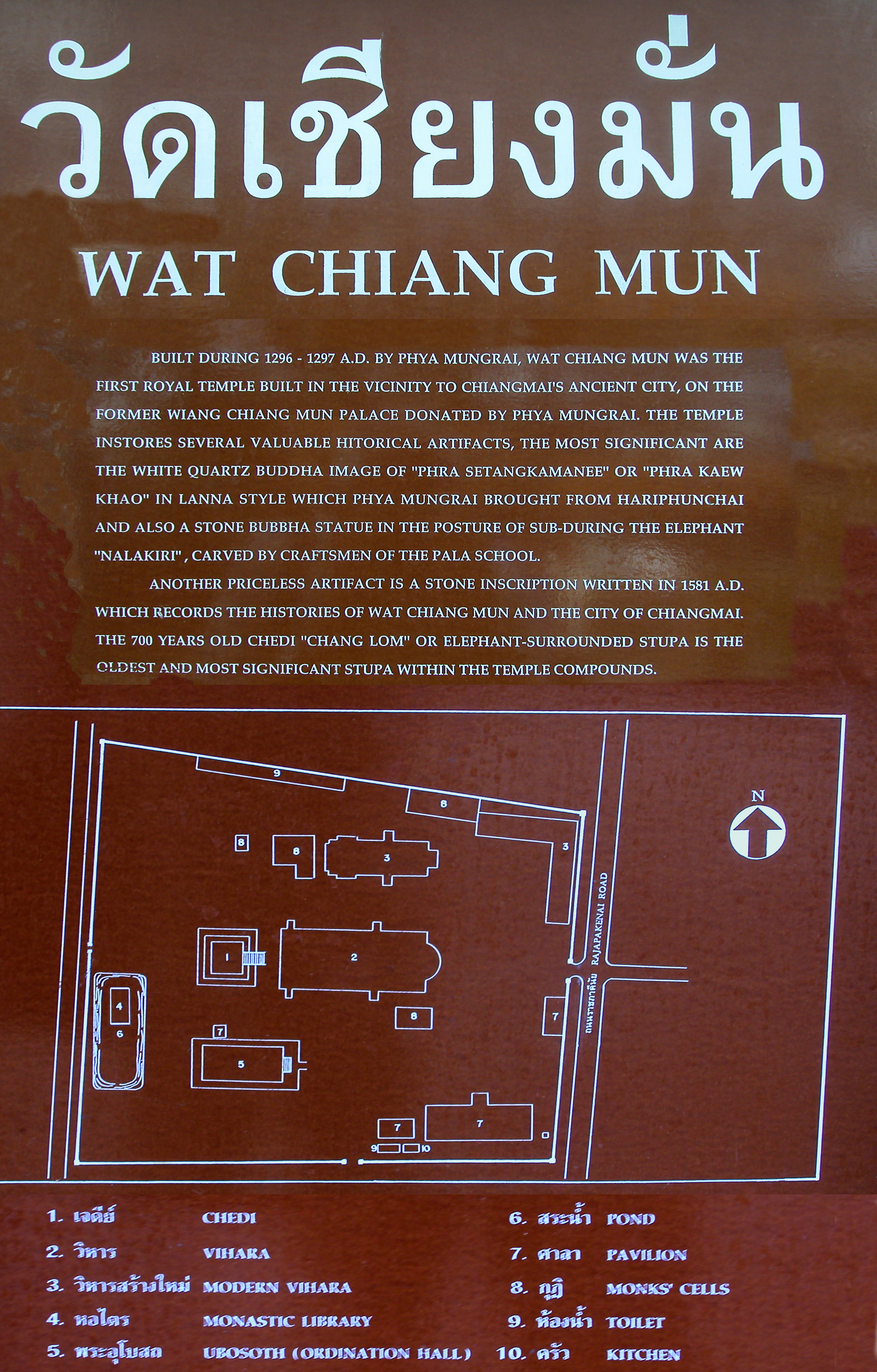
Plattegrond van Wat Chiang Man

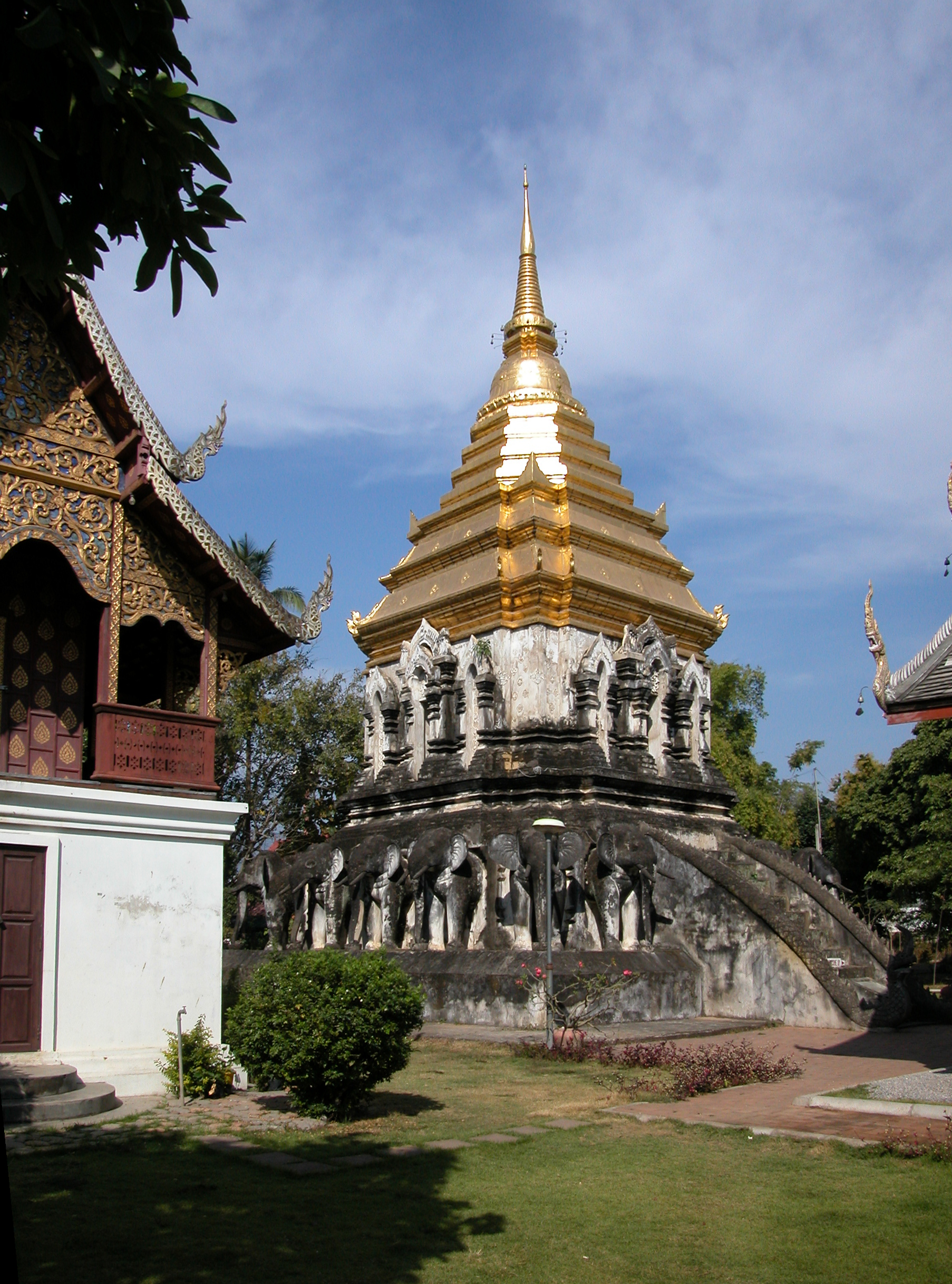
Wat Chiang Man, de olifanten-chedi

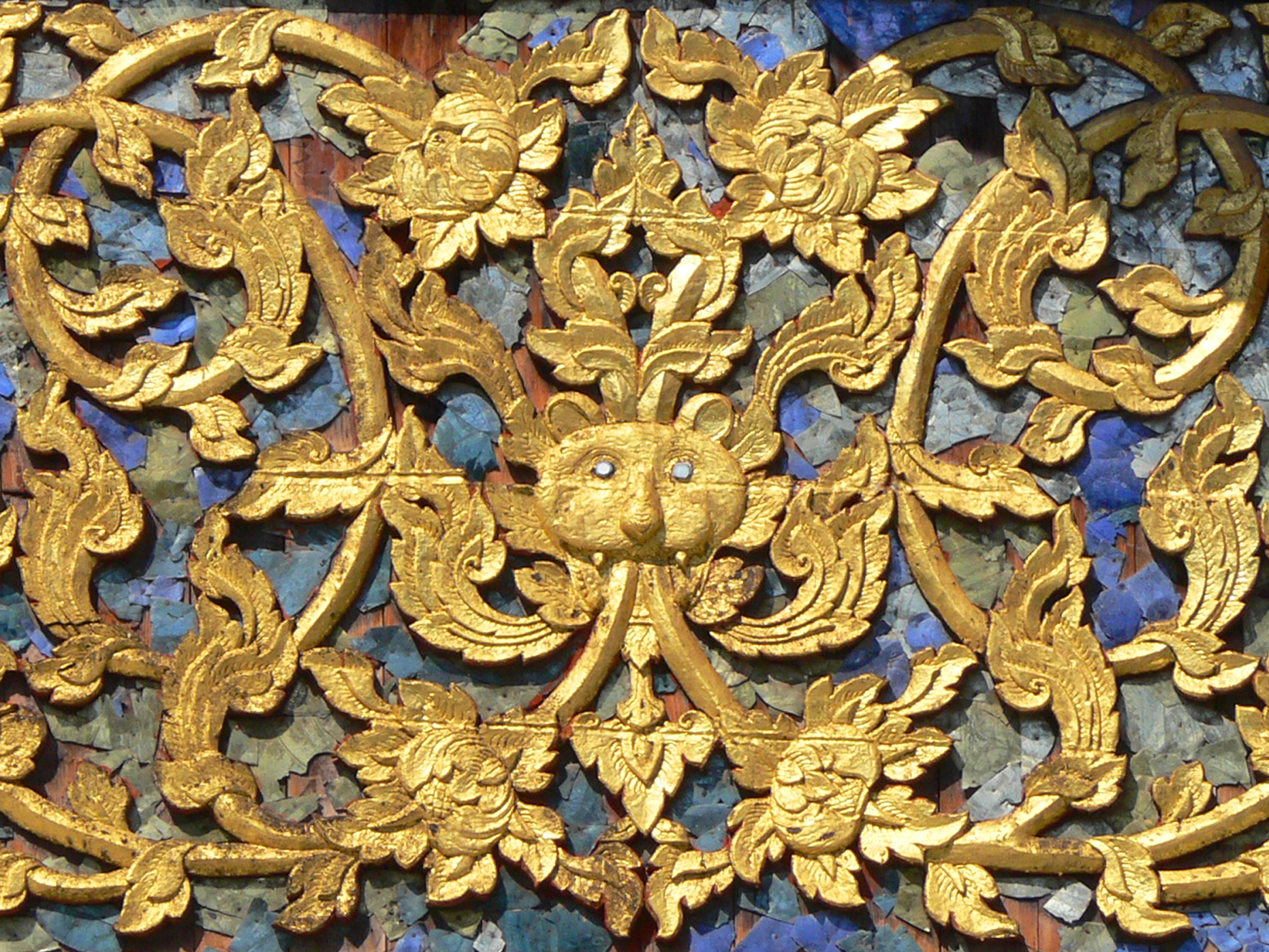
Kirtimuka gezicht in de gevel van de grote wihan.

### De Chedi Chang Lom (olifanten-chedi)
Het oudste bouwwerk van het tempelcomplex is de Chedi Chang Lom (olifanten-chedi). Deze heeft de volgende vorm:
- Het onderste deel van de basis is vierkant.
- Dan volgt een eerste 'etage' die vierkant is met getande hoeken. Deze etage heeft de bekende voorlichamen van olifanten die de chedi lijken te dragen.
- De tweede etage is wederom vierkant met getande hoeken. Deze etage heeft aan drie zijden twee schijndeuren en een nis met een Boeddhabeeld. Aan de achterzijde ontbreekt de nis, en is er een derde schijndeur.
- Boven de beide etages begint het vergulde deel van de chedi, eerst drie lagen in vierkante vorm met getande hoeken, dan vier lagen met een octagonale vorm.
- Vervolgens is er een ronde vorm. Dit is de belvormige reliekkamer, die een haar van de Boeddha bevat.
- Vervolgens is er een vierkant met getande hoeken, die de basis voor de spits vormt.
- Ten slotte is er de spits. De onderste helft bestaat uit steeds kleiner wordende ringen; de bovenste helft heeft de vorm van een lotusknop.

### De beide Wihan-gebouwen
Wat Chiang Man heeft twee wihan-gebouwen:
- Een grotere en oudere wihan (vihara volgens de legenda van de plattegrond)
- Een iets kleinere nieuwe wihan (modern vihara volgens de legenda van de plattegrond) met twee zeer belangrijke Boeddhabeelden.

#### De grote wihan
Het gebouw, dat zich ten oosten van de chedi bevindt, heeft een dak met twee niveaus, een boven het interieur van het gebouw en een boven de beide portico's.
Elk niveau heeft twee onderbrekingen.
Bij de toegangstrap zijn geen 'wachters', maar eenvoudige metalen leuningen.
In de gevel zijn voornamelijk plant- en bloemmotieven, maar bij nadere inspectie kunnen ook enkele Kirtimukha-gezichten worden ontdekt.
Het interieur wordt overheerst door de kleur rood. Het altaar bestaat uit een grote mondop-structuur.
Voor de mondop bevindt zich een zittende Boeddha, geflankeerd door veel staande Boeddha's.
Een van deze staande Boeddha's is voorzien van een inscriptie die het jaar 1465 vermeldt.
In de jaren 20 van de twintigste eeuw werd deze wihan door de beroemde monnik Khruba Srivichai gerestaureerd.

#### De nieuwe wihan
Het gebouw heeft een dak met twee niveaus, een boven het interieur en een boven de portico (voorzijde).
Elk niveau heeft een onderbreking.
Dit gebouw heeft naga-wachters langs de toegangstrap.
In de gevel zijn plant- en bloemmotieven.
De dubbele boog die zich boven de toegang naar de portico bevindt, wordt 'gedragen' door naga's.
De belangrijkste objecten hier zijn twee Boeddhabeelden die vanwege hun beschermende werking als Palladium worden beschouwd:
- Een kristallen Boeddha: Phra Sae Tang Khamani (ook wel Phra Kaew Khao). Dit 10 cm hoge beeldje is vervaardigd uit helder kristal. De sokkel en de beschermende parasol zijn later toegevoegd door Chao Inthanon van Chiang Mai. De sokkel is van hout dat is bedekt met 303 Baht goud (een Baht is 15,16 gram). De gouden parasol weegt 101 Baht.
  - Volgens één bron (Oliver Hargreave in Exploring Chiang Mai, City, Valley & Mountains) is het rond 200 na Chr. in opdracht van koning Ramraj van Lopburi vervaardigd. In 662 werd het naar Hariphunchai (Lamphun) gebracht door koningin Chamadevi. Daar bleef het tot 1281, toen de stad werd geplunderd door koning Mengrai. Toen Chiang Mai in 1296 werd gesticht, bracht koning Mengrai het naar Chiang Mai.
  - Een andere bron (Carol Stratton in Buddhist Sculpture of Northern Thailand) vermeldt de 15e eeuw als tijdstip van ontstaan, gebaseerd op stijlkenmerken van de Boeddha.
- De Phra Sila-stele. Deze afbeelding in bas-reliëf toont de Boeddha die de olifant Nalagiri temt, en is waarschijnlijk afkomstig uit Sri Lanka uit de 8e eeuw. Ook hier verschillen de bronnen qua datering, en wordt ook de 10e eeuw genoemd. Aan het beeld worden regen-makende krachten toegeschreven. Het speelt daarom een belangrijke rol bij de jaarlijkse songkran-viering.

### De ubosot
Het gebouw is ommuurd en heeft een dak met twee niveaus, een boven het interieur en een boven de portico (voorzijde).
De gevelversiering bestaat uit rechthoekige panelen met plant- en bloemmotieven.
In het paneel boven de dubbele boog die toegang geeft tot de portico, bevinden zich ook nog drie deva figuren.
In de portico bevindt zich een stele uit 1581 met daarop de oudste vermelding van de stichtingsdatum van Chiang Mai: 12 april 1296.

### De ho trai
Het ho trai-gebouw (bibliotheek) bestaat uit een stenen onderbouw met een houten bovenbouw.
Het dak heeft maar één niveau, maar wel met een onderbreking.
Wel zijn alle gebruikelijke dakversieringen aanwezig.
Vergeleken met de ho trai van Wat Phra Singh is deze ho trai tamelijk eenvoudig.
Toch mag de aanwezigheid van een apart gebouw voor de bibliotheek-functie wel bijzonder worden genoemd.
De trend dat 2 van de 'grote drie' (Wat Chedi Luang, Wat Chiang Man en Wat Phra Singh) een ho trai hebben, zet zich niet voort in de overige tempels van Chiang Mai.
Daar is een ho trai eerder een zeldzaamheid.

### De rechthoekige vijver
Net als ho trai gebouwen komen vijvers niet vaak voor bij tempels in Chiang Mai. Wat Phra Singh heeft er een, en zo ook Wat Chiang Man.

## Meer foto's

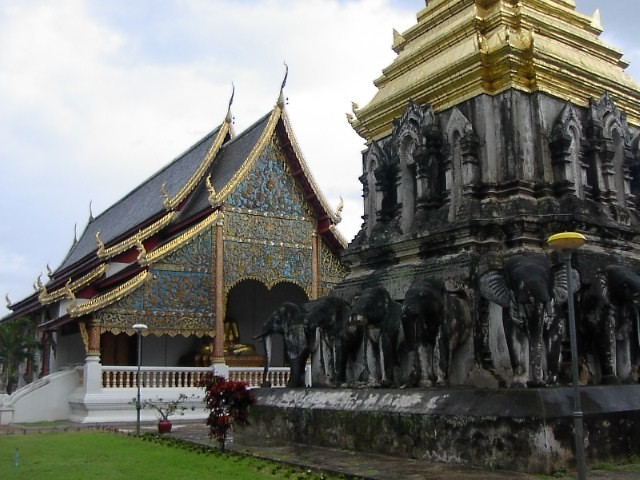
Chedi en Wihan van Wat Chiang Man
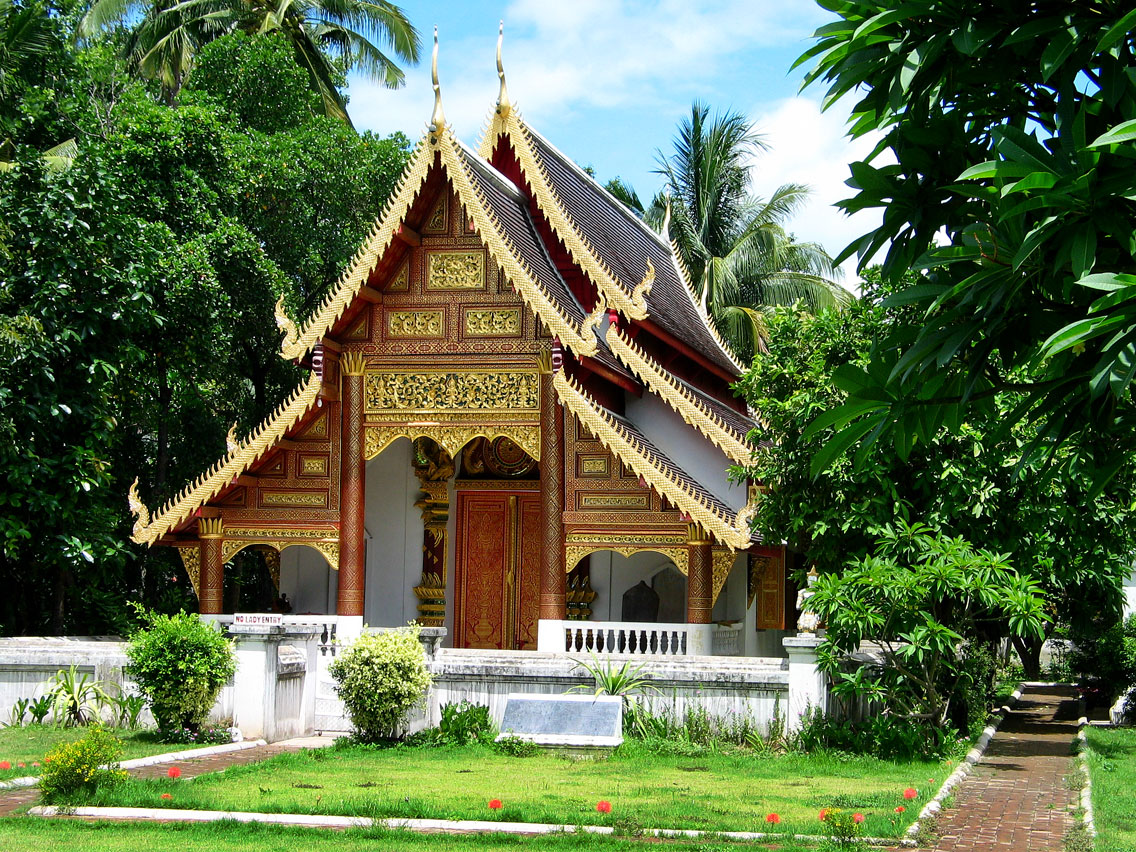
Ubosot
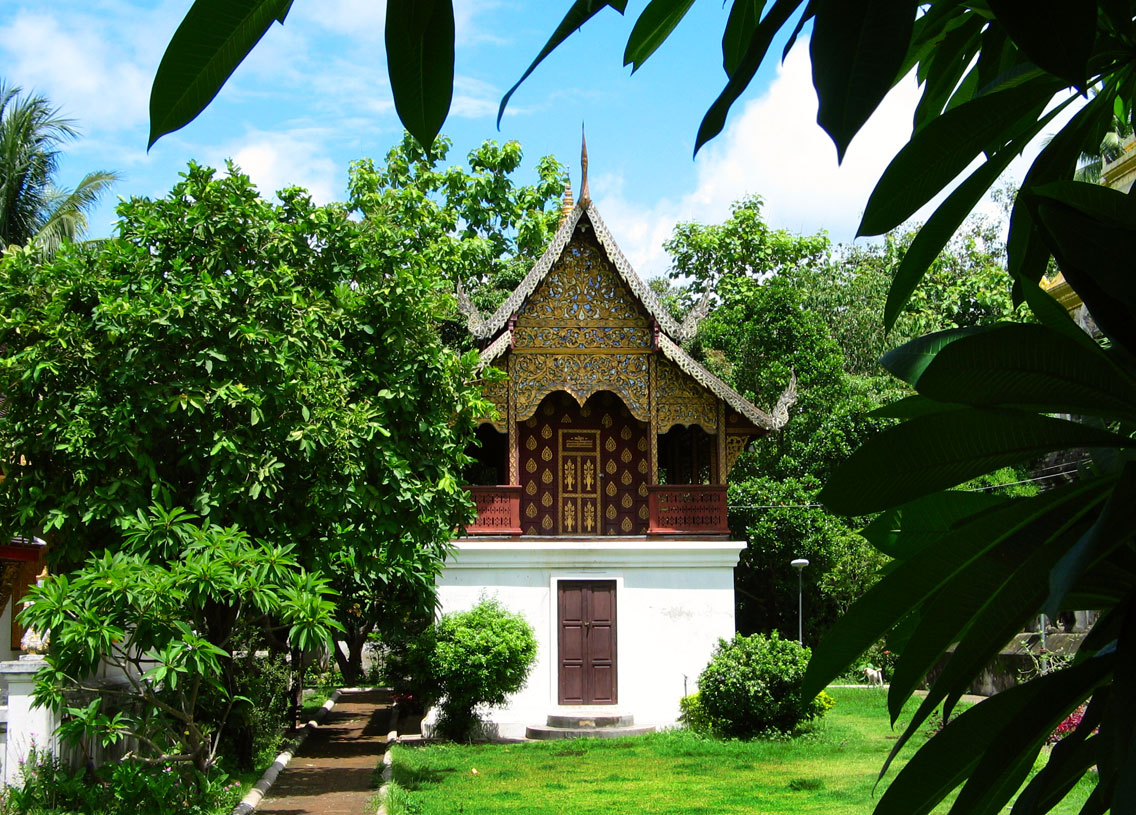
Ho Trai (Bibliotheek)
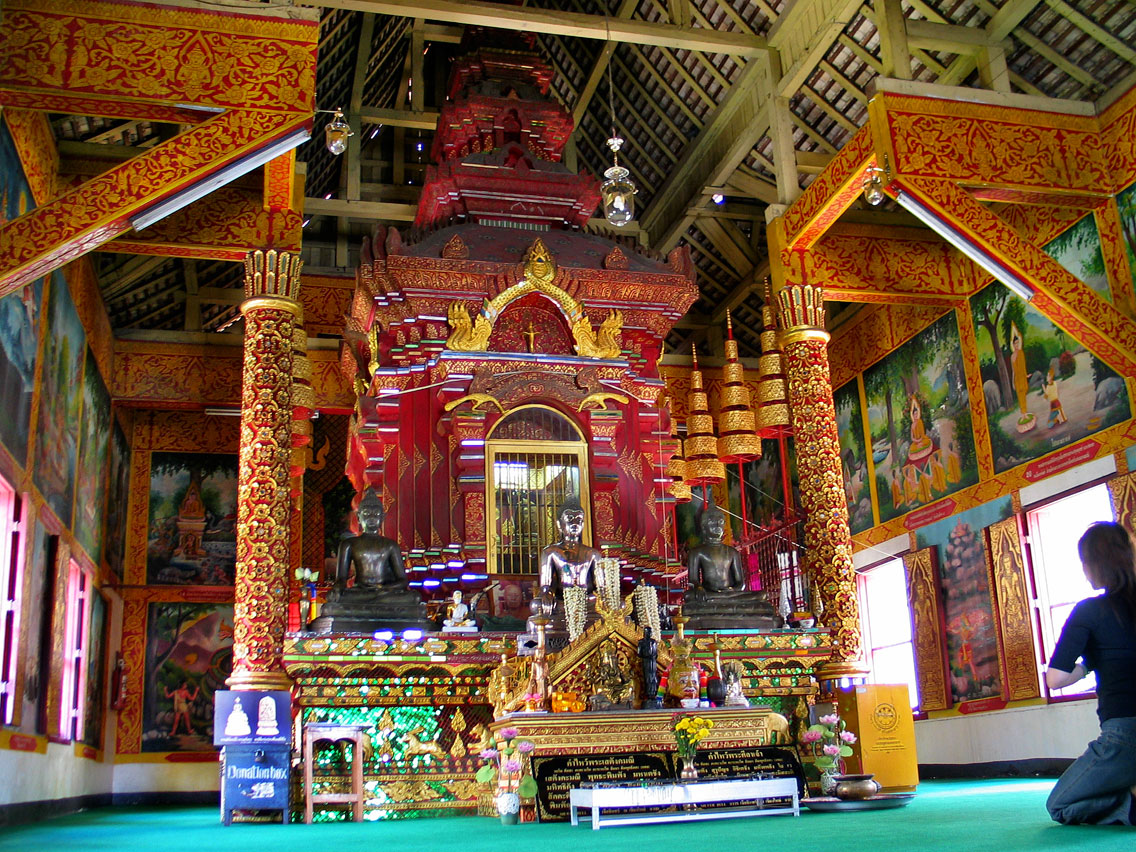
Wihan: de Phra-Sila Boeddha veilig achter tralies